# Ludwik Zajdler
Ludwik Zajdler (ur. 27 kwietnia 1905 w Warszawie, zm. 3 marca 1985 tamże) – polski astronom, pisarz historyczny, miłośnik i popularyzator astronomii, pracownik Instytutu Badań Technicznych Lotnictwa i Głównego Urzędu Miar.

## Życiorys

### Okres II Rzeczypospolitej
Po ukończeniu w 1925 roku Gimnazjum Męskiego Kazimierza Kulwiecia w Warszawie odbył studia astronomiczne (w latach 1925 – do ok. 1930) na Uniwersytecie Warszawskim. Po odbyciu służby wojskowej w 45. Pułku Piechoty Strzelców Kresowych w Równem został zatrudniony jako asystent w Obserwatorium Astronomicznym Uniwersytetu Warszawskiego, gdzie pracował do wybuchu wojny. Zajmował się głównie organizacją, rozbudową i utrzymaniem służby czasu. Z tego okresu pochodzi m.in. jego praca pt. Chód zegara Shortt Głównego Urzędu Miar. W 1938 roku podjął równocześnie pracę konstruktora w dziale przyrządów pokładowych, a następnie kierownika działu nawigacji w Instytucie Badań Technicznych Lotnictwa, był współautorem podręcznika dla oficerów lotnictwa pt. Nawigacja lotnicza.

### Okres II wojny światowej
Po wybuchu wojny wraz z całym Instytutem został ewakuowany za Bug, ponieważ miał w nim przydział mobilizacyjny, jako podporucznik rezerwy. Za kampanii wrześniowej od 1939 roku został zatrudniony jako pracownik naukowy – asystent – w Obserwatorium Astronomicznym Uniwersytetu Lwowskiego, na etacie Akademii Nauk ZSRR. Zajmował się tam przygotowaniami do obserwacji całkowitego zaćmienia słońca widocznego w Ałma-Acie (przewidywanego na wrzesień 1941 roku), co nie doszło do skutku, z powodu wybuchu wojny niemiecko-radzieckiej. Pod koniec 1941 roku wrócił do Warszawy i znalazł zatrudnienie jako matematyk w Towarzystwie Ubezpieczeń „Przyszłość”, w którym pracował do wybuchu powstania warszawskiego. Po jego upadku został wysiedlony do Częstochowy, gdzie pracował jako kierownik Miejskiego Obserwatorium Astronomicznego oraz kierownik stacji meteorologicznej Państwowego Instytutu Hydrologiczno-Meteorologicznego.

### Okres powojenny
W okresie kwiecień–grudzeń 1945 kierował obserwatorium astronomicznym w częstochowskim Parku im. Stanisław Staszica. Do Warszawy wrócił pod koniec 1945. Pracował przez krótko w Głównym Urzędzie Statystycznym, utrzymując jednak cały czas kontakt z Głównym Urzędem Miar (GUM). Oficjalne zatrudnienie w GUM podjął w połowie 1947 roku jako współpracownik naukowy i przepracował w nim ponad 20 lat do przejścia na emeryturę w 1970 roku. W trakcie swojej pracy w GUM konsultował, a następnie utworzył pracownię pomiarów czasu, która dzisiaj jest Samodzielnym Laboratorium Czasu i Częstotliwości. Zorganizował całą służbę czasu, pomieszczenia laboratoryjne wyposażył w najnowocześniejsze ówcześnie przyrządy pomiarowe (wzorce czasu, chronometry cylindryczne itp). Dzięki niemu od 1952 roku sygnał czasu nadawany jest z GUM (wcześniej - z Obserwatorium Astronomicznego Uniwersytetu Warszawskiego i Uniwersytetu Jagiellońskiego).
Był aktywnym miłośnikiem astronomii: był członkiem Polskiego Towarzystwa Miłośników Astronomii od 1927 roku, w latach 1964–1979 był członkiem Zarządu Głównego, w latach 1979–1983 członkiem Głównej Rady Naukowej PTMA, a w latach 1966–1976 pełnił funkcję prezesa Oddziału Warszawskiego PTMA. W latach 1965-1982 był redaktorem naczelnym czasopisma astronomicznego Urania.
Został pochowany na cmentarzu ewangelicko-augsburskim w Warszawie (aleja 36, grób 24).

## Książki i artykuły
- M. Bielicki, S. Domańska, W. Opalski, L. Zajdler, Efemeryda komety Daniel'a (1909 IV), [w:]  „Uranja" 1929, nr 5/6, s. 70–72.
- Wyznaczanie dokładnego czasu za pomocą lunety południowej, [w:] „Uranja" 1932, nr 3, s. 43–47.
- Dzieje zegara, 1956, 1977, 1980
- Atlantyda, 1963, 1967, 1972, 1981, tłumaczona na język rosyjski, czeski i słowacki.
- 50 lat naszego Towarzystwa, [w:]  „Urania" 1972, nr 2, s. 34–45.
- 50 lat sygnału czasu w Polskim Radiu, [w:] „Urania" 1978, nr 10, s. 301–307.
- Na marginesie sześćdziesięciolecia „Uranii", [w:] „Urania" 1979, nr 10, s. 305–309.
- Spójrzmy w niebo, [w:] „Urania" 1985, nr 7/8, s. 197–201.
- Ziemska rachuba czasu, [w:] „Urania" 1985, nr 7/8, s. 201–206.
- Kometa Halleya i katastrofa Atlantydy, [w:] „Urania" 1985, nr 7/8, s. 207–211.
- Planety, Gwiazdy, Wszechświat (współautor: Tadeusz Zbigniew Dworak, KAW 1989 ISBN 83-03-02491-4)

## Order, odznaczenia i wyróżnienia
- Medal 10-lecia Polski Ludowej, 1955
- Złoty Krzyż Zasługi, 1970
- Zasłużony Działacz Kultury, 1971
- Złota Odznaka Honorowa PTMA, 1971
- Medal Kopernikowski, 1973
- Krzyż Kawalerski Orderu Odrodzenia Polski, 1975
- tytuł Honorowego Członka PTMA, 1985.